# Cerro El Ahuaca
Cerro El Ahuaca és un inselberg granític molt escarpat de la província de Loja, al sud de l'Equador. Té una important fauna de mamífers petits i mitjans, com ara Lagidium ahuacaense, un rosegador que no s'ha observat a cap altre lloc. Com que la biodiversitat de Cerro El Ahuaca està amenaçada per l'activitat humana, incloent-hi l'agricultura i els incendis provocats per mantenir o expandir els camps de conreu, al maig de 2007 el municipi del Cantó Calvas declarà Cerro El Ahuaca com a «Àrea de Reserva Ecològica» amb la finalitat de protegir-lo i conservar-lo.